# De son vivant
Pour plus de détails, voir Fiche technique et Distribution.
De son vivant est un film français co-écrit et réalisé par Emmanuelle Bercot sorti en 2021.
Le film est présenté en sélection officielle « hors compétition » au Festival de Cannes 2021.
L’année suivante, lors de la 47e cérémonie des César, Benoît Magimel remporte le César du meilleur acteur.

## Synopsis
Benjamin, un homme âgé de trente-neuf ans, est atteint d'un cancer du pancréas au stade 4 et il lui reste peu de temps à vivre. Sa mère, Crystal, l'entoure de ses soins. Il est professeur d'art dramatique, et une de ses élèves est amoureuse de lui. Il est désespéré de n'avoir rien accompli d'important dans sa vie ; son médecin l'incite à faire le point, à pardonner et à demander pardon, à dire merci, à dire je t'aime et à dire au revoir à ses proches,.

## Fiche technique
Sauf indication contraire, les informations mentionnées dans cette section peuvent être confirmées par la base de données cinématographiques IMDb,  présente dans la section « Liens externes ».
- Titre : De son vivant
- Réalisation : Emmanuelle Bercot
- Scénario : Emmanuelle Bercot et Marcia Romano
- Photographie : Yves Cape
- Musique : Éric Neveux
- Producteurs : Denis Pineau-Valencienne et François Kraus
- Sociétés de production : Les Films du Kiosque, StudioCanal et France 2, avec la participation de 8 SOFICA
- Société de distribution : StudioCanal
- Pays d'origine : France
- Genre : drame
- Durée : 123 minutes
- Dates de sortie :
  - France : 10 juillet 2021 (Festival de Cannes) ; 24 novembre 2021 (sortie nationale)

## Distribution
- Catherine Deneuve : Crystal
- Benoît Magimel : Benjamin
- Gabriel Sara : Dr Eddé
- Cécile de France : Eugénie
- Oscar Morgan : Léandre
- Lou Lampros : Lola
- Melissa George : Anna
- Clément Ducol : William
- Julie Arnold : une médecin
- Anna Stanic : une élève du cours de théâtre

## Production

### Attribution des rôles
Le docteur Eddé est incarné par Gabriel Sara, un cancérologue qui exerce à l'Hôpital Mont Sinaï à New York et dont c'est la première expérience d'acteur.

### Tournage
Le tournage, commencé le 11 octobre 2019, a lieu à l'hôpital de Gonesse pour les scènes intérieures et au Centre Hospitalier Sud Francilien pour les scènes extérieures. Il est interrompu le 25 novembre 2019 à la suite d'un AVC de Catherine Deneuve. Celle-ci revient sur le plateau huit mois plus tard en juillet 2020.
Le tournage s'achève le 13 août.

## Musique
- Nothing Compares 2 U de Prince (jouée par le guitariste au chevet de Benjamin)[6].

## Distinctions

### Récompenses
- Lumières 2022 : Meilleur acteur pour Benoît Magimel
- César 2022 : Meilleur acteur pour Benoît Magimel

### Nomination
- Lumières 2022 : Meilleur film

### Sélection
- Festival de Cannes 2021 : hors compétition